# Dave Roberts
David Ray Roberts, detto Dave (Naha, 31 maggio 1972), è un ex giocatore di baseball e allenatore di baseball statunitense.

## Biografia
Nacque ad Okinawa da madre giapponese e padre afroamericano marine di stanza presso l'isola giapponese. Trascorse l'infanzia spostandosi da una base militare all'altra tra Okinawa, California, di nuovo Okinawa, Carolina del Nord, Hawaii e infine di nuovo in California, con la sua famiglia che finì per stabilirsi a San Diego.

## Carriera

### Giocatore

#### Inizi e Minor League (MiLB)
Roberts frequentò prima la Vista High School e poi la Rancho Buena Vista High School, dove giocò a football americano, pallacanestro e baseball. Si iscrisse alla UCLA, università di Los Angeles di cui stabilì il primato di tutti i tempi per quanto riguarda le basi rubate.
Nel draft MLB 1994 fu scelto dai Detroit Tigers al ventottesimo turno come 781ª scelta assoluta. Quell'anno fu girato ai Jamestown Jammers in classe A-breve, mentre nella stagione seguente fu promosso nella Florida State League (A-avanzato) ai Lakeland Tigers, poi nel 1996 ancora A-avanzato ma con i Visalia Oaks della California League. Alla fine di quell'annata giocò anche tre partite con i Jacksonville Suns della Southern League in Doppio-A, rimanendovi anche per l'anno seguente. Nel 1998 iniziò nuovamente la stagione con i Suns, giocando 69 partite con una media battuta di .326.
Nel giugno del 1998, Roberts e Tim Worrell furono scambiati dai Detroit Tigers ai Cleveland Indians in cambio di Gerónimo Berroa. Fu assegnato agli Akron Aeros della Eastern League (AA), dove batté .361 in 56 partite con 28 palle rubate, poi verso la fine della stagione fu promosso ai Buffalo Bisons, la squadra degli Indians dell'International League in Triplo-A. Durante la stagione 1998-1999 vestì la maglia dei Cañeros de Los Mochis nella Liga Mexicana del Pacífico, poi volò a Porto Rico per far parte dei Criollos de Caguas dove fu compagno di squadre del futuro giocatore MLB Alex Cora. Nel 1999 tornò a giocare per i Buffalo Bisons, fino alla chiamata degli Indians in MLB.

#### Major League (MLB)
Il 7 agosto 1999 Roberts debuttò in Major League in occasione della vittoria contro i Tampa Bay Devil Rays: in attacco batté 3 valide in 5 turni di battuta e rubò inoltre una base, mentre in difesa fu schierato esterno centro. Il successivo 30 agosto realizzò il suo primo fuoricampo in MLB su un lancio di Ramón Ortiz degli Anaheim Angels, mentre il 24 settembre fu protagonista del suo primo grand slam su un lancio di John Hudek dei Toronto Blue Jays. La sua regular season 1999 con gli Indians si concluse con una media battuta di .238 con due fuoricampo, 12 punti battuto a casa e 11 basi rubate. Fu utilizzato anche in due partite delle American League Division Series, ma andò 0/3 in battuta. Nel 2000 giocò solo 19 partite in MLB, dato che scese in campo con i Buffalo Bisons in Triplo-A per gran parte di stagione. Anche nel 2001, dopo un intervento chirurgico alla spalla sinistra, egli iniziò ai Bisons, venendo richiamato in Major League solo nel mese di settembre per disputare le sue ultime 15 partite della parentesi agli Indians.

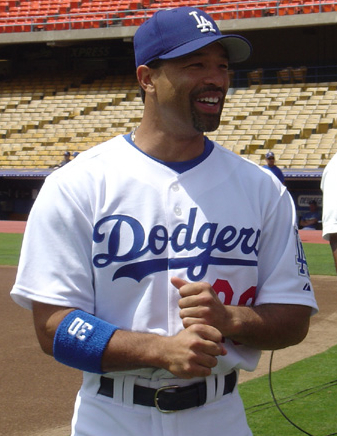
Roberts nel 2004 ai Los Angeles Dodgers

Il 22 dicembre 2001, Roberts venne ceduto dai Cleveland Indians ai Los Angeles Dodgers in cambio dei lanciatori di Minor League Christian Bridenbaugh e Nial Hughes. Schierato principalmente da leadoff e da esterno centro, concluse la stagione 2002 (la prima da lui trascorsa interamente in Major League) con una media battuta di .277 e 45 basi rubate in 127 partite. Il 22 aprile 2003, contro i Cincinnati Reds, commise il primo errore in carriera e chiuse la sua striscia di 205 partite senza errori commessi. In quell'anno successivo giocò solo 107 partite a causa di alcuni problemi ai muscoli ischiocrurali, ma riuscì comunque a rubare 42 basi, mentre la media battuta fu di .250.
Roberts iniziò con i Dodgers anche la stagione 2004, ma il 31 luglio fu scambiato ai Boston Red Sox per l'esterno di Minor League Henri Stanley. Nella rimanente parte di regular season fu utilizzato in 45 incontri e batté .256. In gara 4 delle American League Championship Series contro i rivali New York Yankees, con il punteggio che vedeva Boston sotto di un punto al nono inning, egli (entrato come pinch runner) arrivò in seconda base con una rubata e raggiunse poi casa base per il pareggio sul successivo singolo di Bill Mueller. I Red Sox vinsero quella partita e al termine della serie avanzarono alla World Series. Roberts non fu schierato nella serie finale, ma la franchigia finì per conquistare il titolo che mancava da 86 anni.
La sua permanenza a Boston durò solo pochi mesi, dato che il 20 dicembre 2004 fu scambiato ai San Diego Padres per l'esterno Jay Payton, l'interno Ramón Vázquez, il lanciatore di Minor League David Pauley e denaro. Nei 115 incontri giocati nel 2005, Roberts ebbe una media battuta di .275. L'anno successivo egli fu spostato al ruolo di esterno sinistro a seguito dell'acquisizione da parte dei Padres del Guanto d'oro Mike Cameron. Il 2006 fu l'annata in cui Roberts mise a referto .293 di media battuta, 13 tripli e 49 basi rubate, numeri che corrispondono al suo massimo in carriera.
Nel dicembre del 2006 passò ai San Francisco Giants con un contratto triennale. I suoi primi mesi della stagione 2007 furono influenzati da un infortunio al gomito che rese necessaria un'operazione chirurgica. Gli infortuni continuarono anche nel corso del 2008, tanto che in questa annata riuscì a giocare solo 52 partite, nelle quali batté .224 e rubò solo 5 basi. Il 5 marzo 2009 Roberts fu rilasciato dai Giants, anche se la franchigia californiana continuò a pagargli da contratto 6,5 milioni di dollari.

### Allenatore
Dopo essersi ritirato dal baseball giocato nel maggio del 2009, Roberts entrò a far parte dello staff tecnico dei San Diego Padres il 18 ottobre 2010 come coach di prima base in sostituzione di Rick Renteria, quando quest'ultimo venne promosso a bench coach. Quando Renteria divenne manager dei Chicago Cubs dopo la stagione 2013, Roberts prese il suo posto come bench coach. Il 15 giugno 2015, giorno in cui i Padres licenziarono Bud Black, Roberts fu chiamato per una sera a ricoprire il ruolo di manager nella partita persa 9-1 contro gli Oakland Athletics. Il giorno seguente fu annunciato l'arrivo di Pat Murphy, e Roberts tornò al ruolo di bench coach.
Il 23 novembre 2015 venne nominato nuovo manager dei Los Angeles Dodgers, franchigia di cui era già stato appunto giocatore. Nonostante i 28 giocatori inseriti in lista infortunati nel corso della stagione 2016, la squadra riuscì comunque a vincere la National League West, uscendo poi alle National League Championship Series contro i futuri campioni dei Chicago Cubs. A livello individuale, egli fu votato manager dell'anno della National League. L'anno seguente i Dodgers arrivarono fino alla World Series, ma il titolo andò agli Houston Astros, i quali anche a causa di quella serie furono successivamente protagonisti dello scandalo dei segnali rubati. Nel 2018 i losangelini iniziarono negativamente la stagione con un ruolino di 16 vittorie e 26 sconfitte, ma riuscirono comunque ad arrivare alla World Series le quali però furono nuovamente perse, questa volta contro i Boston Red Sox. Il 3 dicembre 2018 egli firmò un prolungamento contrattuale fino al 2022. Nel 2019, nonostante una regular season da 106 vittorie e 56 sconfitte, il cammino della squadra si interruppe alle National League Division Series contro i Washington Nationals.
La World Series 2020 vide i Dodgers tornare ad essere campioni MLB, rompendo così un'attesa che durava dal 1988: i californiani si imposero per 4-2 nella serie sui Tampa Bay Rays, permettendo di fatto a Roberts di vincere il suo primo titolo da manager dopo quello vinto con Boston nel 2004 nelle vesti di giocatore. Roberts divenne il primo manager di origine asiatica e il secondo di origine afroamericana ad aver portato una squadra al titolo.

## Statistiche

### Record come capo-allenatore
| Squadra      | Anno   | Stagione regolare | Stagione regolare | Stagione regolare | Stagione regolare | Stagione regolare | Playoff | Playoff | Playoff                                       |
| Squadra      | Anno   | Partite           | Vinte             | Perse             | %                 | Posizione         | Vinte   | Perse   | Risultato                                     |
| ------------ | ------ | ----------------- | ----------------- | ----------------- | ----------------- | ----------------- | ------- | ------- | --------------------------------------------- |
| L.A. Dodgers | 2016   | 162               | 91                | 71                | .562              | 1º nella NL West  | 5       | 6       | Perse la NLCS contro i Chicago Cubs           |
| L.A. Dodgers | 2017   | 162               | 104               | 58                | .642              | 1º nella NL West  | 10      | 5       | Perse le World Series contro i Houston Astros |
| L.A. Dodgers | 2018   | 163               | 92                | 71                | .564              | 1º nella NL West  | 8       | 8       | Perse le World Series contro i Boston Red Sox |
| L.A. Dodgers | 2019   | 162               | 106               | 56                | .654              | 1º nella NL West  | 2       | 3       | Perse la NLDS contro i Washington Nationals   |
| L.A. Dodgers | 2020   | 60                | 43                | 17                | .717              | 1º nella NL West  | 13      | 5       | Vince le World Series                         |
| L.A. Dodgers | 2021   | 162               | 106               | 56                | .654              | 2º nella NL West  | 6       | 6       | Perse la NLCS contro i Atlanta Braves         |
| L.A. Dodgers | 2022   | 162               | 111               | 51                | .685              | 1º nella NL West  | 1       | 3       | Perse la NLDS contro i San Diego Padres       |
| L.A. Dodgers | 2023   | 0                 | 0                 | 0                 | .000              | in corso          | -       | -       | -                                             |
| Totale       | Totale | 1128              | 708               | 420               | .628              |                   | 45      | 36      |                                               |

## Palmarès

### Giocatore
- World Series: 1

Boston Red Sox: 2004

### Allenatore
- World Series: 1

Los Angeles Dodgers: 2020
- Allenatore dell'anno della National League: 1

2016